# آراسلی
آراسلی (به لاتین: Araceli, Palawan) یک شهر در فیلیپین است که در پالاوان واقع شده‌است.

## خصوصیات
آراسلی ۲۰۴٫۳۰ کیلومترمربع مساحت و ۱۴٬۱۱۳ نفر جمعیت دارد.